# Nykøbing Football Club
El Nykøbing Football Club és un club de futbol danès de la ciutat de Nykøbing Falster.

## Història
El club va ser fundat el 1994 com a Nykøbing Falster Alliancen (NFA), resultat de la fusió dels clubs B 1901 i B 1921. El club adoptà el nom Lolland Falster Alliancen entre 2006 i 2013. L'any 2013 esdevingué Nykøbing FC.